# Dialeurodes musae
Dialeurodes musae là một loài côn trùng cánh nửa trong họ Aleyrodidae, phân họ Aleyrodinae.
Dialeurodes musae được Corbett miêu tả khoa học đầu tiên năm 1935.